# سرازیری بزرگ، جنوب آفریقا
سرازیری بزرگ (انگلیسی: Great Escarpment) یکی از ویژگی جغرافیایی در جنوب آفریقا است. در این نواحی، از فلات مرکزی‌جنوبی آفریقای جنوبی زمین با شیب تندی به سمت اقیانوس‌هایی که از سه طرف جنوب آفریقا را احاطه کرده‌اند پستی می‌گیرد.
در حالی که سرازیری بزرگ عمدتاً در مرزهای کشور آفریقای جنوبی قرار دارد، در شرق به سمت شمال امتداد می‌یابد و مرز بین موزامبیک و زیمبابوه را تشکیل می‌دهد، و سپس در آن سوی دره رودخانه زامبزی ادامه می‌یابد و سراشیب موچینگا در شرق زامبیا را تشکیل می‌دهد. سرازیری بزرگ در غرب، در جهت شمالی به نامیبیا و آنگولا امتداد دارد.